# Icterus leucopteryx
Icterus leucopteryx е вид птица от семейство Трупиалови (Icteridae).

## Разпространение
Видът е разпространен в Кайманови острови, Колумбия и Ямайка.